# Crosslauf-Weltmeisterschaften 1977
Die 5. Crosslauf-Weltmeisterschaften der IAAF fanden am 20. März 1977 auf der Grafenberger Galopprennbahn in Düsseldorf (Bundesrepublik Deutschland) statt.
Die Männer starteten über eine Strecke von 12,3 km, die Frauen über 5,1 km und die Junioren über 7,5 km.
Detlef Uhlemann gewann mit Bronze als erster deutscher Athlet eine Medaille bei Crosslauf-Weltmeisterschaften.

## Ergebnisse

### Männer

#### Einzelwertung
| Platz | Athlet          | Land | Zeit (min) |
| ----- | --------------- | ---- | ---------- |
| 1     | Leon Schots     | BEL  | 37:43      |
| 2     | Carlos Lopes    | POR  | 37:49      |
| 3     | Detlef Uhlemann | FRG  | 37:53      |
| 4     | Franco Fava     | ITA  | 37:53      |
| 5     | Bernie Ford     | ENG  | 37:54      |
| 6     | Euan Robertson  | NZL  | 37:57      |
| 7     | Karel Lismont   | BEL  | 38:04      |
| 8     | Tony Simmons    | ENG  | 38:12      |

Von 168 gestarteten Athleten erreichten 163 das Ziel.
Weitere Teilnehmer aus deutschsprachigen Ländern:
- 12: Hans-Jürgen Orthmann (FRG), 38:20
- 19: Michael Karst (FRG), 38:30
- 48: Werner Meier (SUI), 38:53
- 53: Günter Zahn (FRG), 38:55
- 64: Michael Lederer (FRG), 38:56
- 75: Jochen Schirmer (FRG), 38:58
- 80: Markus Ryffel (SUI), 39:16
- 87: Werner Grommisch (FRG), 39:44
- 96: Bruno Lafranchi (SUI), 40:02
- 108: Bernhard Vifian (SUI), 40:13
- 126: Blaise Schull (SUI), 40:35
- 128: Albrecht Moser (SUI), 40:37
- 150: Hugo Wey (SUI), 41:30
- DNF: Karl Fleschen (FRG)

#### Teamwertung
| Platz | Land und Athleten                                                                                                   | Gesamtpunktzahl und Einzelplatzierung |
| ----- | --- | ------------------------------------- |
| 1     | Belgien Leon Schots Karel Lismont Erik De Beck Willy Polleunis Frank Grillaert Eddy van Mullen                      | 126 01 07 018 022 027 051             |
| 2     | England Bernie Ford Tony Simmons Dave Black Steve Kenyon Barry Smith Mike McLeod                                    | 129 05 08 09 029 035 043              |
| 3     | Sowjetunion Enn Sellik Leonid Mossejew Wladimir Merkuschin Aleksandras Antipovas Nikolai Radostew Alexandr Matwejew | 144 010 011 016 020 040 047           |

Insgesamt wurden 20 Teams gewertet. Die bundesdeutsche Mannschaft belegte mit 226 Punkten den vierten und die Schweizer Mannschaft mit 586 Punkten den 16. Platz.

### Frauen

#### Einzelwertung
| Platz | Athletin           | Land | Zeit (min) |
| ----- | ------------------ | ---- | ---------- |
| 1     | Carmen Valero      | ESP  | 17:26      |
| 2     | Ljudmila Bragina   | URS  | 17:28      |
| 3     | Giana Romanowa     | URS  | 17:35      |
| 4     | Irina Bondartschuk | URS  | 17:38      |
| 5     | Cristina Tomasini  | ITA  | 17:44      |
| 6     | Raissa Katjukowa   | URS  | 17:46      |
| 7     | Ann Yeoman         | ENG  | 17:47      |
| 8     | Sue Kinsey         | USA  | 17:49      |

Alle 96 gestarteten Athletinnen erreichten das Ziel.
Teilnehmerinnen aus deutschsprachigen Ländern:
- 10: Cornelia Bürki (SUI), 18:02
- 18: Vera Kemper (FRG), 18:20
- 28: Charlotte Teske (FRG), 18:34
- 36: Elsbeth Liebi (SUI), 18:45
- 39: Monika Greschner (FRG), 18:49
- 41: Renate Kieninger (FRG), 18:51
- 64: Barbara Will (FRG), 19:22
- 69: Silvia Binggeli (SUI), 19:28
- 71: Marijke Moser (SUI), 19:30
- 74: Alice Fischer (SUI), 19:37
- 82: Angelika Kullmann (FRG), 19:47

#### Teamwertung
| Platz | Land und Athletinnen                                                            | Gesamtpunktzahl und Einzelplatzierung |
| ----- | ------------------------------------------------------------------------------- | ------------------------------------- |
| 1     | Sowjetunion Ljudmila Bragina Giana Romanowa Irina Bondartschuk Raissa Katjukowa | 15 02 03 04 06                        |
| 2     | Vereinigte Staaten Sue Kinsey Kathy Mills Julie Brown Paula Neppel              | 48 08 11 14 15                        |
| 3     | Neuseeland Anne Audain Heather Thomson Barbara Moore Irene Miller               | 76 09 13 24 30                        |

Insgesamt wurden 17 Teams gewertet. Die bundesdeutsche Mannschaft belegte mit 126 Punkten den sechsten und die Schweizer Mannschaft mit 186 Punkten den 13. Platz.

### Junioren

#### Einzelwertung
| Platz | Athlet            | Land | Zeit (min) |
| ----- | ----------------- | ---- | ---------- |
| 1     | Thom Hunt         | USA  | 23:15      |
| 2     | Santiago Llorente | ESP  | 23:28      |
| 3     | Ari Paunonen      | FIN  | 23:39      |

Von 81 gestarteten Athleten erreichten 80 das Ziel.
Teilnehmer aus deutschsprachigen Ländern:
- 4: Pierre Délèze (SUI), 23:43
- 22: Hermann Kramer (FRG), 24:27
- 26: Volkmar Betz (FRG), 24:32
- 45: Jürgen Dächert (FRG), 24:59
- 49: Wolf-Ulrich Schneider (FRG), 25:06
- 50: Ralf Fleischmann (FRG), 25:08
- 60: Vincent Jacot (SUI), 25:33
- 61: Markus Joerg (SUI), 25:34
- 65: Martin Kuster (SUI), 25:38
- 79: Roger Butty (SUI), 27:08

#### Teamwertung
| Platz | Land und Athleten                                                        | Gesamtpunktzahl und Einzelplatzierung |
| ----- | ------------------------------------------------------------------------ | ------------------------------------- |
| 1     | Vereinigte Staaten Thom Hunt Mark Spilsbury Marty Froelick Chris Fox     | 36 01 05 12 18                        |
| 2     | Spanien Santiago Llorente José Manuel Abascal Luis Sastre Antonio Prieto | 40 02 09 14 15                        |
| 3     | Kanada Peter Butler Rob Evans David Peckham Roland Brack                 | 67 07 11 20 29                        |

Insgesamt wurden 15 Teams gewertet. Die bundesdeutsche Mannschaft belegte mit 142 Punkten den neunten und die Schweizer Mannschaft mit 190 Punkten den elften Platz.